# 카루루 (음식)
카루루(브라질 포르투갈어: caruru)는 브라질 북동부의 요리이다. 오크라, 마른 새우, 견과, 양파, 덴데기름(붉은 팜유)으로 만든 스튜 또는 양념이며, 아카라제 등과 함께 먹는다.

## 이름
브라질 포르투갈어의 "카루루(caruru)"의 어원은 투피어 "카루루(caá-ruru)"로 알려져 있지만, 아프리카 언어의 "칼룰루(kalulu)"를 차용한 것이라고 보는 견해도 있다.

## 만들기
마른 새우는 껍질을 벗기고 머리를 뗀다. 땅콩과 캐슈넛 등 견과를 새우 껍질과 머리, 마늘, 생강, 양파, 고수 잎을 블렌더에 잘 간다. 잘게 썬 오크라를 덴데기름(붉은 팜유)에 볶다가, 갈아둔 양념과 새우 살을 넣고 저으며 익힌다.

## 같이 보기
- 바타파
- 칼랄루
- 칼룰루